# Pierre François Lataye
 (janvier 2020).
Si vous disposez d'ouvrages ou d'articles de référence ou si vous connaissez des sites web de qualité traitant du thème abordé ici, merci de compléter l'article en donnant les références utiles à sa vérifiabilité et en les liant à la section « Notes et références ».
Pierre François Lataye est un général français de la Révolution et de l’Empire, né le 14 mars 1755 à Charny-sur-Meuse et mort le 24 février 1827 à Sélestat.

## Biographie
Il entre au service comme cavalier le 9 mars 1773, dans le régiment Royal-Cravates cavalerie, devenu 10e de cuirassiers. Brigadier le 19 mars 1778, fourrier le 12 juillet 1781, maréchal-des-logis-chef le 20 juin 1784, il devient adjudant sous-officier le 23 juillet suivant, et porte-étendard le 20 août 1789. Promu sous-lieutenant le 1er mars 1791, lieutenant le 25 janvier 1792, il obtient le grade de capitaine le 26 octobre de cette dernière année.
Envoyé sur les frontières, il fait toutes les campagnes de 1792 à l'an IX dans les armées du Nord, du Centre, de la Moselle, de Sambre-et-Meuse, du Danube et du Rhin.
Au mois de nivôse an II, près de Kirchenpolen, avec un escadron, il charge 400 hussards prussiens auxquels il fait un grand nombre de prisonniers. Cette action, vigoureusement conduite, lui vaut les félicitations de l'adjudant-général Gouvion-Saint-Cyr, sous les ordres duquel il se trouve en ce moment.
Le 28 prairial suivant, en avant de Gosselies, près de Charleroi, après plusieurs charges exécutées par son régiment sur plusieurs bataillons autrichiens, protégés par sept pièces de canon et soutenus par de la cavalerie, il poursuit les fuyards avec tant de vigueur et d'acharnement qu'il parvient à s'emparer de leur artillerie. Le général en chef Jourdan lui adresse des éloges publics pour sa conduite distinguée dans cette affaire. Cité honorablement dans les journées de Fleurus, de Tongres, de Maestricht et de Juliers, il contribue dans un de ces combats à reprendre deux pièces de canon tombées au pouvoir de l'ennemi. Le 16 messidor de la même année, près de Nivelles, à la tête d'un escadron, il attaque 300 hussards de Barck, les met en déroute, leur tue ou blesse une grande quantité d'hommes et en fait plusieurs prisonniers avec leurs chevaux. Dans ce combat opiniâtre, il reçoit un coup de sabre à la joue gauche, et ayant eu son arme brisée dans la mêlée, il aurait succombé au nombre, si le lieutenant Gunet et quelques soldats déterminés n’étaient venus le dégager.
Nommé chef d'escadron le 10 messidor an III, il se signale encore par son intrépidité le 17 fructidor an IV, lors de la retraite de l'armée près de Wurtzbourg. Commandant par intérim le régiment, il soutient pendant six heures la retraite sous un feu terrible d'artillerie. Il attaque une ligne de cavalerie bien supérieure en nombre, la rompt, la disperse, et fournit sur les neuf heures du soir, à la clarté de la lune, une charge impétueuse dans laquelle il culbute plusieurs bataillons autrichiens et parvient à reprendre la position au pied de laquelle est tué le général Bonnaud.
Le 3 floréal an V, il est nommé chef de brigade dans le même régiment où il était entré comme simple cavalier quelques années auparavant. Le 26 floréal an VIII, près d'Erbach, sur le Danube, il charge trois fois de suite sur une ligne de hussards et de hulans autrichiens, soutenue par trois lignes de grosse cavalerie. Les ennemis sont six fois plus nombreux ; mais sans s'arrêter à la disproportion de ses forces, Lataye s'élance le premier dans leurs rangs, et, sabrant à droite et à gauche, il fraie le passage à ceux qu'anime son courageux exemple. La cavalerie autrichienne ne pouvant résister à ce choc impétueux, est bientôt rompue et dispersée ; elle cherche son salut dans la fuite, abandonnant deux pièces de canon dont elle s'est précédemment emparée, laissant au pouvoir du vainqueur plusieurs prisonniers et une centaine d'hommes hors de combat. Les généraux Colaud, Legrand, Sainte-Suzanne, Lacoste et Levasseur, témoins de cette affaire, demandent au premier Consul un sabre d'honneur en faveur du chef de brigade Lataye. Il remplit les fonctions de chef de brigade pendant le restant de la campagne, et le 12 frimaire an IX, à Hohenlinden, où il commande la brigade de réserve, il fait des prodiges de valeur.
De l'an X à l'an XIII, il tient garnison dans la 5e division militaire, est créé membre de la Légion d'honneur le 19 Frimaire an XII, officier le 25 Prairial suivant, et électeur du collège départemental du Bas-Rhin.
Lors de la déclaration de guerre avec l'Autriche, il fait partie de la 2e division de grosse cavalerie de la réserve de la Grande Armée, et combat avec elle en Autriche et en Prusse pendant les campagnes de l'an XIV et de 1806.
Le 9 brumaire an XIV, en avant de Braunau, en Moravie, il reçoit l'ordre de soutenir les grenadiers à cheval de la Garde impériale auxquels est opposée une masse formidable de cavalerie russe. Le colonel Lataye, à la tête du 10e de cuirassiers, s'élance aussitôt sur l'ennemi, le disperse et le contraint à prendre précipitamment la fuite.
Le 11 Frimaire suivant, à Austerlitz, son intrépidité est remarquée par l'Empereur, qui le nomme commandeur de la Légion d'honneur le 4 nivôse de la même année. Après la campagne de Prusse,il est promu général de brigade le 5 octobre 1806. Les infirmités qu'il a contractées dans un service non interrompu de plus de 33 années effectives, l'obligent à solliciter un repos devenu nécessaire. Un décret du 4 octobre 1806, lui accorde la solde de retraite comme général de brigade, et un autre lui confère en 1810, le titre de baron de l'Empire, avec une dotation de 4 000 francs de rente sur les domaines de Westphalie.